# Greg Grandin
Greg Grandin (* 13. září 1962, Brooklyn) je americký historik a profesor na New York University.
Studoval na Brooklyn College a Yale University. Pracoval jako konzultant Comision para el Esclarecimiento Histórico (CEH), guatemalské komise pravdy, a napsal řadu článků o související metodologii, genocidě a historické analýze. V roce 2010 byl finalistou Pulitzerovy ceny a v dubnu téhož roku byl zvolen do Americké akademie umění a věd. Za knihu The Empire of Necessity získal roku 2015 Bancroftovu cenu.
Publikoval řadu prací na téma americké zahraniční politiky, studené války a latinskoamerické politiky v The New York Times, Harpers, London Review of Books a TomDispatch.com.

## Dílo
- The blood of Guatemala: a history of race and nation. Duke University Press. 2000. ISBN 978-0-8223-2495-9.
- The last colonial massacre: Latin America in the Cold War. University of Chicago Press. 2004. ISBN 978-0-226-30571-4.
- Empire's Workshop: Latin America, the United States, and the Rise of the New Imperialism. Macmillan. 2007. ISBN 978-0-8050-8323-1.
- Fordlandia: The Rise and Fall of Henry Ford's Forgotten Jungle City. Macmillan. 2010. ISBN 978-0-312-42962-1.
- Who Is Rigoberta Menchu?, Verso, 2011, ISBN 978-1-84467-458-9
- The Empire of Necessity: Slavery, Freedom, and Deception in the New World, Metropolitan Books, 2014, ISBN 9780805094534
- Kissinger's Shadow: The Long Reach of America's Most Controversial Statesman, Metropolitan Books, 2015, ISBN 9781627794497